# Louise Dumont
Louise Dumont (de soltera Louise Maria Hubertine Heynen) (Colonia 22 de febrero de 1862-Düsseldorf, 16 de mayo de 1932) fue una actriz y directora de teatro alemana.

## Trayectoria
Louise Maria Hubertine Heynen era la segunda de once o doce hermanos. Sus padres fueron el comerciante Christian Joseph Hubert Heynen y Maria Elisabeth Elise Dumont. En 1879 trabajaba como costurera, tras la segunda quiebra del negocio de su padre. Hizo una audición en 1882 en el Teatro Residenz de Berlín, donde obtuvo su primer papel. Como nombre artístico eligió el apellido de soltera de su madre, Dumont. En 1888, consiguió un contrato en el Teatro de la Corte Real de Stuttgart, donde conoció y se hizo amiga de la reina Carlota de Wurtemberg. En 1898 Dumont abandonó Stuttgart para incorporarse al Deutsches Theater de Berlín, donde logró sus mayores éxitos, especialmente como intérprete de piezas de Henrik Ibsen.
En 1903 conoció a Gustav Lindemann. Al no poder fundar un teatro en Berlín debido a las intrigas de la justicia local, intentaron hacerlo en Darmstadt, también sin éxito. Finalmente lo consiguieron en Düsseldorf, donde Louise Dumont y Gustav Lindemann fundaron el Schauspielhaus Düsseldorf el 16 de junio de 1904, como competidor directo del teatro municipal. Louise Dumont y Gustav Lindemann contribuyeron económicamente al proyecto al igual que otros miembros de familias adineradas. El teatro se inauguró el 28 de octubre de 1905. Posteriormente se le añadió una academia de teatro. La academia formó a varios actores que influyeron significativamente en la vida teatral alemana, como Gustaf Gründgens, Peter Esser, Adolf Dell, Paul Henckels, Paul Kemp, Wolfgang Langhoff, Maria Alex y Henry Orthmayer.
 

En 1907, Louise Dumont se casó con Gustav Lindemann. Se separaron en la década de 1920, tras lo cual Dumont estuvo ligada a varias actrices jóvenes, entre ellas Fita Benkhoff, Hanni Hoessrich y Luise Rainer.

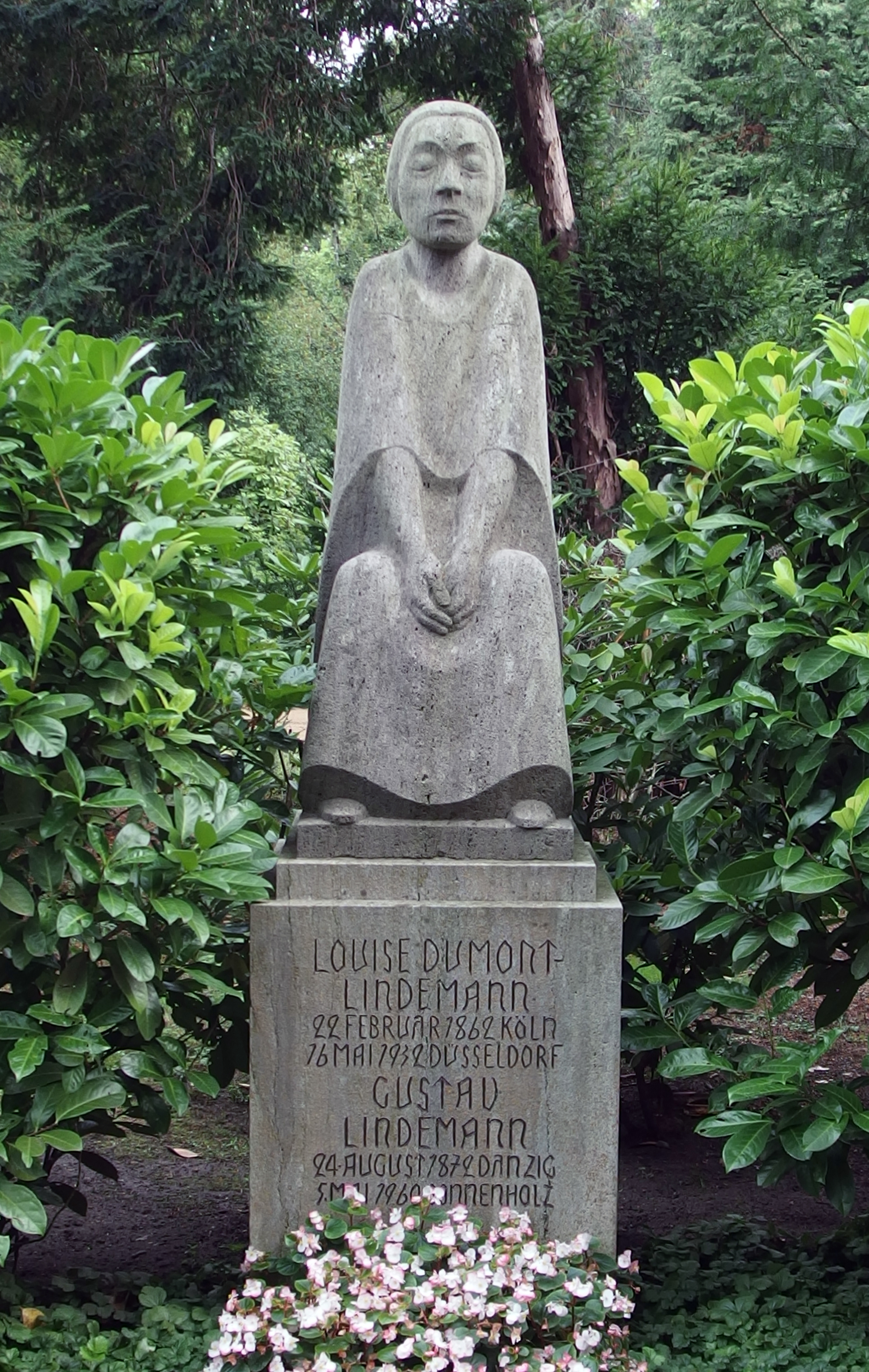
Lápida de Louise Dumont y Gustav Lindemann, Nordfriedhof Düsseldorf

Dumont murió en 1932 en Düsseldorf y fue enterrada en el cementerio local. Su tumba está decorada con una escultura de Ernst Barlach. Su marido donó en su memoria un collar que había recibido como regalo de la reina Carlota de Württemberg para ser otorgado a actrices destacadas. 

## Reconocimientos
- En 1976 apareció en un sello postal emitido por el Deutsche Bundespost.[3]

- La Louise-Dumont-Straße en Düsseldorf-Pempelfort lleva su nombre.